# 日向雏田
日向雏田（日向ヒナタ，Hyuuga Hinata）是日本漫畫《火影忍者》系列中的女角色之一，日向宗家的白眼公主，於《THE LAST》片尾，《疾風傳》720集中與漩渦鳴人結婚，改隨夫姓為漩渦雛田（うずまきヒナタ）。

## 人物

### 個人檔案
- 性格：溫柔、內向害羞
- 喜歡的食物：肉桂捲、善哉
- 討厭的食物：蝦子，螃蟹
- 丈夫: 漩渦鳴人
- 公公：波風湊
- 婆婆：漩渦九品
- 忍者學校畢業：12
- 晉升中忍年齡：15
- 查克拉性質：雷、火[2]
- 兒女：漩渦慕留人(うずまきボルト)[3]、漩渦向日葵(うずまきヒマワリ)
- 希望交手的對象：日向寧次、日向日足
- 興趣：壓花
- 名言：「我向來都是說到做到，這也是我的忍道。」
- 喜歡的話：自信
- 嫁給鳴人後改姓漩渦：漩渦雛田（うずまきヒナタ）[4]
- 一樂拉麵大胃王冠軍（慕留人和父親鳴人去吃拉麵才得知這件事，讓慕留人感到震驚）。另在疾風傳315尾段也有提示雛田是大胃王。（動畫原創設定）

### 身世
隸屬夕日紅所帶領的第八班，與犬塚牙、油女志乃同為組員。藍黑短髮，由於是日向一族的血脈，與日向寧次一樣有著白色的雙瞳。性格內向害羞、勤奮刻苦，暗戀漩渦鳴人並將其視為偶像。日向家族宗家的長女，精通白眼、柔拳。《博人传-火影次世代-》雛田已成為人母，專念養育兒女，但對於慕留人的調皮搗蛋，而感到憂慮。漩渦慕留人曾說出媽媽生氣起來是很恐怖的。

### 家庭背景
雛田是日向一族秘術的正宗繼承人。但她的父親日向日足對她失去信心，因為她曾被小她五歲的妹妹日向花火打敗。因此，當夕日紅成為雛田的師傅後，日足對夕日紅說：“愛怎麼教隨你的便，日向家不需要這種廢物。”與分家日向寧次是堂兄妹關係，中忍考試時寧次非常仇視雛田並將雛田打成重傷，後由於日向日足誠懇致歉並坦白了寧次父親犧牲的真相，寧次消除了對宗家的仇恨並與雛田和好。
日向家是大筒木羽村後裔，雛田為白眼之姬。

### 性格
初時、雛田表現為一個缺乏自信且容易放棄的人。儘管她始終進行刻苦訓練，卻總在任務中失敗。但在中忍考試中她從鳴人那裡獲得了永不放棄的信念。中忍考試後的修行時，雛田曾主動請求志乃與牙協助其修行，並要求不要留情。火影的作者岸本齊史曾在書中寫道：“人們總認為出身的不同已決定了他們能力間的差異，但我相信人們可以通過自身努力來改變自己，改變這一切。雛田身上就帶著我的這些信念。”
婚後的雛田保持著溫柔的性格，但真的生氣起來的話連身為火影及丈夫的鳴人都得讓其三分，另外也是少數發怒時能讓長子慕留人害怕的對象。

## 劇中表現

### 第一部

#### 中忍考試篇
中忍考試第一階段的筆試中，雛田坐在鳴人旁邊，見鳴人面對試題束手無策，提議讓鳴人抄襲她的捲子，但被鳴人拒絕。
野外淘汰賽中，他們隊利用小計謀成功拿到捲軸，趕去終點的路上，目睹了我愛羅的殺戮瘋狂。他們是第一個抵達終點的小隊。
在第三場的預賽中，雛田對陣她的堂兄日向寧次，他是一個日向一族中仇視宗家的分家成員。寧次藉此機會從心理上打擊雛田決心改變自己的信心。寧次說，人的性格與能力是天生就定下的，永遠不會改變。同時寧次指出，雛田的眼神中缺乏自信，充滿對戰鬥的恐懼，希望逃避戰鬥。鳴人的一句吶喊驚醒了雛田，這使雛田重新振作，開始戰鬥。戰鬥一開始，雛田佔有優勢，柔拳(內傷)的攻擊使寧次只得防禦。而後寧次在防禦中用點穴進攻，封住了雛田的查克拉穴。之後寧次故意露出破綻，雛田全力進攻，結果是雙方互中一掌。可這一掌的效果卻截然不同，寧次毫髮無傷，雛田吐血倒地。裁判本想宣布寧次的勝利，但雛田再次頑強的站起並用鳴人的口頭禪反駁寧次的關懷：“說到做到，是我的忍道。”指出寧次因宗家分家的仇恨而被困住。寧次被激怒，並向雛田進行致命攻擊。但被幾位上忍（旗木卡卡西，阿凱及夕日紅）及時阻止。儘管如此，雛田還是受了重傷，暈倒在賽場。
鳴人即將參加中忍考試決賽時，漫無目的地來到訓練場並遇到了雛田。他向雛田吐露了自己的不自信，以及他的表現只不過是逞能而實際並沒有那麼強。令鳴人驚訝的是，雛田卻不那樣認為。雛田指出，失敗並非弱小，失敗之後重新站起的人才是真正的強大。這讓鳴人茅塞頓開，並再次充滿鬥志。離開時，鳴人把雛田評價為一個性格不開朗而憂憂鬱鬱的奇怪傢伙。
中忍考試決賽時，雛田去觀看鳴人比賽，在觀眾席位因傷昏倒。後被偽裝成暗部的藥師兜及時治療而脫離危險。

#### 佐助奪還篇
結尾寧次與日足修練時，雛田為他們倒茶，此時寧次提到鳴人要離開村子去修行，詢問雛田不去送鳴人嗎，雛田聽到後顯的有些消沉，這時過來的牙提到雛田去看望鳴人時，看到鳴人綁滿繃帶的樣子而昏倒，所以雛田覺得沒臉見鳴人，但鳴人離開去修行前，雛田還是在後方送鳴人離開，並表示自己也要努力。

### 第二部
雛田在第二部中的形象改變不大，只是留了一頭長髮，衣著顏色有少許改變。她對鳴人的感情並未被時間磨滅，相反的，更加深厚的思念讓雛田更羞於正面接觸，使她選擇在鳴人回到村子後第一次有機會碰面時躲在街角，只不過被鳴人發現後再次嚇暈。就像大部分同屆生，雛田也成為中忍了。

#### 宇智波鼬追捕篇
雛田在第二部中第354話起，跟油女志乃，犬塚牙及卡卡西小隊參與了對宇智波鼬的追捕，及尋找宇智波佐助的行動。
雛田在對“宇智波斑”（事实上是宇智波带土）之戰中，負責以白眼監察宇智波斑的位置及其查克拉的流動。亦監視到鼬跟佐助戰鬥場地的黑色火焰。

#### 培因入侵篇
雛田在培因入侵時，為協助不敵天道培因的鳴人挺身而出。她向不明白為何她要跳出來送死的鳴人告白。並且告訴他，自己長久以來一直都把他當成自己的目標跟精神支柱。在對戰天道時，她使出新掌法柔步雙獅拳，可惜最後不敵，身受重傷。後來小櫻趕到現場為雛田治療，已經康復，之後鳴人回到木葉時，感動涕零的她也在迎接的群眾行列內。

#### 第四次忍界大戰篇
雛田與寧次擔任第二部隊 近戰聯合分隊的成員  她和寧次、牙、志乃聯手對抗白絕，遭後者夾擊之際，鳴人現身為雛田擋下白絕的攻勢；後來當趕來現場支援的忍界聯軍們因無法辨識鳴人而陷入猜疑的情緒時，雛田藉著觀察鳴人的眼神，從而辨識真正的鳴人，為其證實解圍。
其後，宇智波帶土和宇智波斑合力召喚十尾，在戰場上對忍者聯軍展開大規模屠殺，結果寧次為了保護險遭十尾攻擊的鳴人和雛田，用自己的肉身擋下十尾的攻擊而傷重身亡，令雛田悲慟不已。後來雛田及時提醒鳴人關於夥伴們抱持的理念，才讓鳴人重新振作
後來中了斑發動的無限月讀而陷入昏迷。
在無限月讀的夢中夢見寧次還在世，而她則正在和鳴人約會。直至戰爭落幕時脫離無限月讀的狀態，並於事後和其他忍界聯軍哀悼包含寧次在內於此次戰役戰死的忍者們。

#### 結局篇
第四次忍界大戰落幕兩年後，於劇場版『THE LAST』事件之後,雛田和鳴人開始交往，雛田和鳴人結為連理，長年的願望終於實現，婚後改姓為漩渦雛田(うずまきヒナタ)，擔任家庭主婦照料家庭，育有一對子女，分別為漩渦慕留人(うずまきボルト)和漩渦向日葵(うずまきヒマワリ)，帶著自己的女兒至寧次的墓前致意。

#### 博人传-火影次世代
全職的家庭主婦。個性温厚，但慕留人害怕她生氣時的樣子。同時也是一樂拉麵的大胃王冠軍。

### 使用術一览
| 招式名稱              | 簡介 | 種類         | 等級 |
| --------------------- | --- | ------------ | ---- |
| 柔拳                  | 日向一族独有体术，可以攻击敌人体内，制造体内查克拉混乱。 | 拳法         | -    |
| 白眼                  | 起源於大筒木輝夜的瞳術，偵察和輔助能力極強。擁有近乎360°的視角，可以看到周圍環境的査克拉流動情況，而且具有能洞察遠處的望遠眼及看透物體的洞察眼，還可以看見對方的經絡神經及穴道。利用査克拉使眼睛的能力倍數化，眼睛可看到方圓一公里以外的事物，其洞察力超越寫輪眼。 | 血繼限界     | -    |
| 柔步雙獅拳            | 日向家族只有宗家才會傳授的秘傳高等體術。雙手聚集大量柔拳査克拉，再加形態以變化形成兩個兇猛的獅頭，大大增強了攻擊的威力和打擊範圍。 | 血繼限界、體 | -    |
| 百烈掌                | 《火影忍者 木葉的忍者英雄們》原創忍術，連續打擊目標拳法。 | 體           | -    |
| 白朧天舞              | 《火影忍者 木葉的忍者英雄們》原創忍術。 | 體           | -    |
| 八卦空掌              | 置對手於八卦陣中，用手打出査克拉衝擊波攻擊目標，以致對手傷害。 | 血繼限界、體 | -    |
| 八卦空壁掌            | 與寧次共同使用此術，用手打出査克拉衝擊波攻擊目標，以致對手兩倍傷害。 | 血繼限界、體 | -    |
| 柔拳·八卦三十二掌     | 將對手置於八卦陣之內，以360度全方位的白眼向其身上三十二個主要穴位攻擊，使其査克拉停止流動。 | 血繼限界、體 | -    |
| 柔拳·八卦六十四掌     | 將對手置於八卦陣之內，以360度全方位的白眼向其身上六十四個主要穴位攻擊，使其査克拉停止流動。 | 血繼限界、體 | -    |
| 八卦·雙獅子崩擊       | 《THE LAST》日向雛田用來破壞轉生眼用的拳法，最後配合鳴人螺旋丸破壞轉生眼。 | 血繼限界、體 | B    |
| 柔拳·守護八卦六十四掌 | 《動畫系列》把查克拉從掌心以細絲形態射出，配合柔拳攻擊冒犯者，絕對防禦的術。首次出現於動畫151話。 | 血繼限界、體 | A    |
| 柔歩雙獅八卦三十二掌  | 《李洛克的青春全力忍傳》第7集出現的混合技。 | 血繼限界、體 | -    |
| 柔鳳螺旋尾獸雙獅拳        | 《火影忍者終極風暴3》原創忍術，是參考漫畫版64集617話忍者聯軍所組成的鳳凰突擊，改成只專屬於鳴人和雛田忍術，比忍者聯軍還小上一號。 | 血繼限界、體 | A    |
| 柔拳尾獸雙獅拳        | 《火影忍者 終極風暴4》原創忍術，是由鳴人的螺旋丸和雛田的柔拳法·雙獅拳融合而成螺旋尾獸炮。 | 血繼限界、體 | S    |